# Chelonopsis
Chelonopsis, biljni rod medićevki smješten u vlastiti tribus Colquhounieae, dio potporodice Lamioideae. Pripada mu 18 vrsta grmova i zeljastih trajnica rasprostranjenih od Himalaja i Tibeta do Kine i Japana. Tipična je japanska vrsta Chelonopsis moschata Miq.
Ljepotom se ističe Chelonopsis Yagiharana, zeljasta trajnica jedinstvenog cvata. Crveno-ljubičasti cjevasti cvjetovi podsjećaju na naprstak i cvatu od kasnog ljeta do rane jeseni.
Rod je opisan 1865..

## Vrste
1. Chelonopsis abbreviata C.Y.Wu & H.W.Li
2. Chelonopsis bracteata W.W.Sm.
3. Chelonopsis cashmerica (Mukerjee) Hedge
4. Chelonopsis chekiangensis C.Y.Wu
5. Chelonopsis deflexa (Benth.) Druce
6. Chelonopsis forrestii Anthony
7. Chelonopsis giraldii Diels
8. Chelonopsis lichiangensis W.W.Sm.
9. Chelonopsis longipes Makino
10. Chelonopsis mollissima C.Y.Wu
11. Chelonopsis moschata Miq.
12. Chelonopsis odontochila Diels
13. Chelonopsis praecox Weckerle & F.K.Huber
14. Chelonopsis rosea W.W.Sm.
15. Chelonopsis souliei (Bonati) Merr.
16. Chelonopsis thailandica A.J.Paton, Suddee & Bongch.
17. Chelonopsis yagiharana Hisauti & Matsuno
18. Chelonopsis yaoshanensis (S.L.Mo & F.N.Wei) C.L.Xiang & H.Peng

## Vanjske poveznice
- Flora of China